# Bońki
Bońki – wieś sołecka w Polsce położona w województwie mazowieckim, w powiecie płońskim, w gminie Płońsk.
| SIMC    | Nazwa  | Rodzaj    |
| ------- | ------ | --------- |
| 0121956 | Zawady | część wsi |

W 2011 r. w miejscowości rozpoczęto budowę największej w Polsce hodowli ryb w obiegu zamkniętym wody. Docelowa produkcja ma sięgnąć 1300 ton, głównie takich gatunków ciepłolubnych, jak: tilapia, barramundi i okoń pasiasty-skalnik.
W latach 1975–1998 miejscowość administracyjnie należała do województwa ciechanowskiego.